# Guylian
Guylian ist ein belgischer Schokoladenhersteller. Guylian ist Erfinder und bekannter Hersteller von Schokoladenmeeresfrüchten.

## Geschichte
Das Unternehmen wurde 1958 von Guy Foubert in Belgien gegründet. Der Name des Unternehmens leitet sich aus der Kombination von Fouberts Vornamen und dem seiner Frau Liliane ab. Seit den 60er Jahren wurden die Schokoladenmeeresfrüchte manuell hergestellt, ab den 70er/80ern wurde die Produktion auf maschinelle Verfahren umgestellt.
Im März 2005 stellte Guylian einen Guinness-Weltrekord auf. 26 Mitarbeiter schufen in acht Tagen ein Osterei aus Schokolade. Die Skulptur war 8,32 Meter hoch und 6,39 Meter breit, war 1.950 Kilogramm schwer und wurde auf dem Marktplatz von Sint-Niklaas, dem Geburtsort von Guy Foubert, aufgestellt.

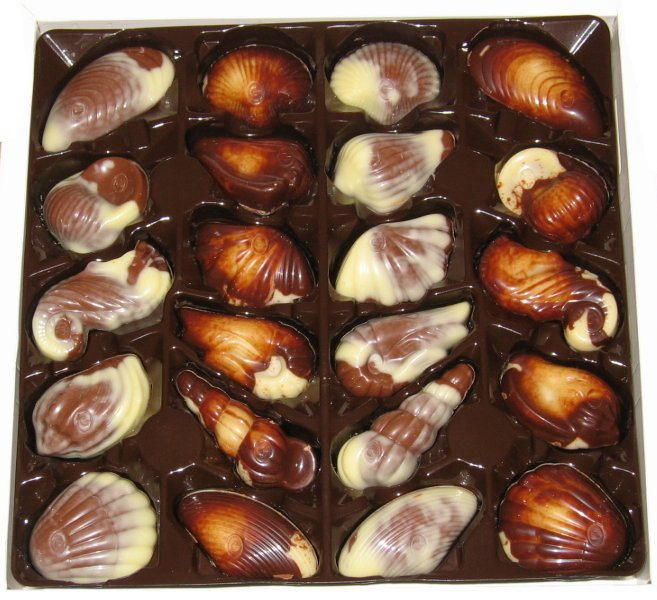
Guylian Meeresfrüchte

2008 wurde Guylian von der südkoreanischen Firma Lotte Confectionery, Teil des Mischkonzerns Lotte, aufgekauft.
Im April 2022 wurde die Verpackung, sowie die Rezeptur der Meeresfrüchte verändert, zudem habe die Schokolade nun eine Fairtrade-Zertifikation.

## Produkte
Guylian vermarktet außer den Meeresfrüchten aus Schokolade weitere Schokoladeprodukte wie Schokoladentafeln, Pralinen, Trüffel, mit Schokolade überzogene Früchte und Nougat.

## Sponsoring
Guylian unterstützt seit 1999 das Project Seahorse, eine Initiative von internationalen Meeresbiologen zum Schutz der Seepferdchen. Project Seahorse wurde begründet von Amanda Vincent vom University of British Columbia’s Institute for the Oceans and Fisheries, britischer Partner des Projekts ist die Zoological Society of London. Guylian ist der Hauptsponsor und hat die Initiative bisher mit 1,7 Millionen Euro unterstützt.